# ياروسلاف بولاك
ياروسلاف بولاك ، من مواليد 11 يوليو 1947 ، لاعب كرة قدم تشيكوسلوفاكي سابق.
لعب مع منتخب تشيكوسلوفاكيا لكرة القدم.

## روابط خارجية
- ياروسلاف بولاك على موقع الاتحاد الدولي (مؤرشف)  (الإنجليزية)
- ياروسلاف بولاك على موقع الاتحاد الأوربي (الإنجليزية)
- ياروسلاف بولاك على موقع الاتحاد التشيكي (الإنجليزية)
- ياروسلاف بولاك على موقع قاعدة بيانات كرة القدم.إي يو (الإنجليزية)
- ياروسلاف بولاك على موقع ناشيونال فوتبول تيمز (الإنجليزية)